# Greene County (Ohio)
 Der er flere lokaliteter med dette navn, se Greene County.
Greene County er et county i den amerikanske delstat Ohio.  

## Demografi
Ifølge folketællingen fra 2000 boede der 147,886 personer i amtet. Der var 55,312 husstande med 39,160 familier. Befolkningstætheden var 138 personer pr. km². Befolkningens etniske sammensætning var som følger: 89.24 % hvide, 6.37 % afroamerikanere, 0.29 % indianere, 2.03 % asiater, 0,03 % fra Stillehavsøerne, 0.38 % af anden oprindelse og 1.66 % fra to eller flere grupper.
Der var 55,312 husstande, hvoraf 32.80 % havde børn under 18 år boende. 58.00 % var ægtepar, som boede sammen, 9.60 % havde en enlig kvindelig forsøger som beboer, og 29.20 % var ikke-familier. 23.00 % af alle husstande bestod af enlige, og i 7.70 % af tilfældene boede der en person som var 65 år eller ældre.
Gennemsnitsindkomsten for en hustand var $48,656 årligt, mens gennemsnitsindkomsten for en familie var på $57,954 årligt.